# Marcel Thielemans
Pour les articles homonymes, voir Thielemans.
Marcel Thielemans, né à Schaerbeek le 13 mai 1912 et décédé à Hilversum le 15 mai 2003, était un chanteur et tromboniste belge.
En 1933 il rejoint le groupe The Ramblers comme tromboniste sous la direction de Theo Uden Masman.  Rapidement il reprend pour son compte la production de chansons et a popularisé des dizaines de chansons avec la chanson française comme spécialité.  Il a fait partie de l'orchestre jusqu'à sa dissolution en 1964. 
En 1957 et en 1960 il participa à la présélection néerlandaise du Concours Eurovision de la chanson.
Il refit partie du groupe The Ramblers lors de sa reconstitution par Jack Bulterman en 1974.
Après le décès de Jack Bulterman en 1978 il reprit la direction du groupe qu'il quitta en 1998.